# Condado de Hamilton (Indiana)
O Condado de Hamilton (em inglês:  Hamilton County) é um dos 92 condados do estado americano de Indiana. A sede do condado é Noblesville, e sua maior cidade é Carmel. Foi fundado em 1823 e o seu nome é uma homenagem a Alexander Hamilton (1755 ou 1757-1804), que foi o primeiro Secretário do Tesouro dos Estados Unidos.
O condado possui uma área de 1 042 km², dos quais 1 021 km² estão cobertos por terra e 21 km² por água, uma população de 274 569 habitantes, e uma densidade populacional de 268,9 hab/km² (segundo o censo nacional de 2010). É o quarto condado mais populoso de Indiana.